# Narodni muzej Bargello
Narodni muzej Bargello je muzej v Firencah, posvečen kiparstvu, ki je del muzejev Bargello skupaj z kapelo Medičejcev, Orsanmichele, Palača Davanzati in Palača Martelli.
Njegova zbirka renesančnih kipov velja za eno najvidnejših na svetu: vključuje mojstrovine Michelangela, Donatella, Ghibertija, Cellinija, Giambologne, Ammannatija in drugih pomembnih kiparjev ter veliko zbirko uporabne umetnosti, organizirano predvsem po vrsti.
Ime izhaja iz palače Bargello, ki ga gosti. Bargello, znana tudi kot italijansko Palazzo del Bargello ali [Palazzo del Popolo] Napaka: {{Jezik-xx}}: prečrkovanje latn besedila (pomoč), je nekdanja vojašnica in zapor v Firencah. Od leta 1865 je v njej Narodni muzej Bargello.
Leta 2016 je bil sedemintrideseti najbolj obiskani muzej v Italiji z 213.598 obiskovalci, kar je manj kot leta 2015.

## Terminologija
Videti je, da beseda bargello prihaja iz poznega latinskega bargillus (iz gotskega bargi in nemškega burg), kar pomeni 'grad' ali 'utrjen stolp'. V italijanskem srednjem veku je bilo to ime za vojaškega stotnika, zadolženega za ohranjanje miru in pravice (torej 'stotnik pravice') med nemiri. V Firencah so ga običajno najeli iz tujega mesta, da bi preprečili kakršen koli videz favoriziranja s strani kapitana. Položaj bi lahko primerjali s položajem sedanjega načelnika policije. Ime Bargello se je razširilo na stavbo, ki je bila pisarna kapitana.

## Palača
- Stopnice in notranje dvorišče
- Notranje dvorišče

Gradnja se je začela leta 1255. Palača je bila zgrajena za namestitev najprej Capitano del Popolo in pozneje, leta 1261, za podeštata, najvišjega sodnika firenškega mestnega sveta. Ta Palazzo del Podestà, kot se je prvotno imenovala, je najstarejša javna stavba v Firencah. Ta stroga nazobčana stavba je služila kot model za gradnjo Palazzo Vecchio. Leta 1574 so se Medičejci odrekli funkciji podeštata in v to stavbo nastanili bargella, načelnika firenške policije, od tod tudi njeno ime. Delovala je tudi kot zapor; usmrtitve so potekale na Bargellovem dvorišču, dokler jih ni ukinil veliki vojvoda Peter Leopold leta 1786, vendar je ostal sedež florentinske policije do leta 1859. Ko je bil Leopold II. Habsburško-Lotarinški, cesar Svetega rimskega cesarstva izgnan, se je začasni guverner Toskane odločil, da Bargello ne bi smel biti več zapor, in je postal narodni muzej.
Prvotna dvonadstropna stavba je bila zgrajena ob stolpu Volognana leta 1256. Tretje nadstropje, ki ga je mogoče prepoznati po manjših blokih, uporabljenih za gradnjo, je bilo dodano po požaru leta 1323. Stavba je zasnovana okoli odprtega dvorišča z zunanje stopnišče, ki vodi v drugo nadstropje. V središču dvorišča je odprt vodnjak.
Palača Bargello je bila leta 1865 odprta kot narodni muzej (Museo Nazionale del Bargello)], ki prikazuje največjo italijansko zbirko gotskih in renesančnih kipov (14.–17. stoletje).

## Umetniška zbirka
Muzej hrani Michelangelove mojstrovine, kot so njegov Pijani Bakh, Pitti Tondo (ali Madona z otrokom), Brut in Apolon. Zbirka vključuje Donatellove David, Amore-Attis in Tabernakelj sv. Jurija, Pescatore ('ribič') Vincenza Gemita, Bakh Jacopa Sansovina, Giambolognova Arhitekturo in Merkur ter mnoga dela družine Della Robbia. Benvenuto Cellini je predstavljen s svojim bronastim doprsnim kipom Cosima I.. Obstaja nekaj del iz baročnega obdobja, zlasti doprsni kip Costanze Bonarelli Gian Lorenza Berninija iz leta 1636–7.
Muzej ima tudi odlično zbirko keramike (majolika), tekstila, tapiserij, slonovine, srebra, oklepov in kovancev. Muzej hrani nekdaj izgubljeno desno ploščo Frankovske skrinjice. Vsebuje tudi tekmovalne načrte za Izakovo žrtvovanje (Sacrificio di Isacco), ki sta jih izdelala Lorenzo Ghiberti in Filippo Brunelleschi, da bi zmagala na natečaju za drugi niz vrat Firenškega baptisterija (1401).
Notranje dvorišče, stopnišče in odprt strop v Honolulu Hale (mestna hiša v Honoluluju) so bili oblikovani po Bargellu.
Islamsko dvorano v Bargellu sta leta 1982 postavila Marco Spallanzani in Giovanni Curatola po navodilih Paole Barocchi in Giovanne Gaete Bertelà, takratne direktorice.

## Galerija
- Lorenzo Ghiberti Izakovo žrtvovanje.
- Doprski kip (pripisan Donatellu)
- Kip Kristusa, (Tullio Lombardo)
- Doprsni kip Pietro Melllini (Benedetto da Maiano)
- Kronanje Ferdinanda II Aragonskega
- MGlasbeniki iz programa za kronanje Ferdinanda II., (Benedetto da Maiano)
- Bitka Anghiari, Giovan Francesco Rustici po Leonardu da Vinciju
- Madonna di Santa Maria Nuova - Luca della Robbia
- Križanje pripisano Michelangelu
- Cesarica Ariana (Bizantinska umetnost)
- Sv. Jurij, (Donatello)
- David, (Donatello)
- Pijani Bakh, (Michelangelo)
- Architettura, (Giambologna)
- Doprsni kip Costanze Bonarelli, (Bernini)
- Il Pescatorello (mali ribič),, Vincenzo Gemito
- Akvamanil, ki predstavlja sv. Jurija in njegovega konja (Mosane ali regija Ren - približno 1400-1410)
- Antonio del Pollaiolo, Herkul in Antej, ok. 1478